# Щербаков Михайло Федорович
Михайло Федорович Щербако́в (нар. 13 вересня 1865, Симбірськ — пом. 13 листопада 1948, Сімферополь) — радянський вчений у галузі виноробства. Доктор біологічних наук, професор з 1930 року.

## Біографія
Народився 19 вересня 1865 року у місті Симбірську (тепер Ульяновськ, Росія) в дворянській сім'ї. Протягом 1883—1888 років навчався на природничому факультеті Санкт-Петербурзького університету. У 1889—1895 роках працював хіміком-виноробом у лабораторії якості вин в Санкт-Петербурзі; у 1896—1906 роках — хіміком-виноробом у лабораторії якості вин в Бессарабському училищі виноробства. Вів активну боротьбу з фальсифікацією вин, за підвищення авторитету російського виноробства. Одночасно з 1903 року — головний редактор журналу «Виноградарство і виноробство», що видавався в Кишиневі.
Протягом 1907—1922 років очолював Нікітський ботанічний сад. З 1921 року професор, а у 1922—1923 роках — директор Кримького університету. У 1923—1925 роках — член правління і виконуючий обов'язки ректора Кримського інституту спеціальних культур; у 1925—1931 роках — професор Кубанського сільськогосподарського інституту. З 1932 року очолював кафедру виноробства Кримського інституту спеціальних культур імені М. І. Калініна, вивчав можливості розвитку виноробства в степовій частині Криму.
Помер у Сімферополі 13 листопада 1948 року.

## Наукова діяльність
Наукова діяльність присвячена питанням технології і хімії вина: причинам помутнінь, хімічних процесів дозрівання вин, проблемам кислотознижування, формування якості червоних столових вин і інше. Автор понад 100 наукових робіт, серед яких:
- «Руководство для химического исследования вина». — Кишинів, 1900 (рос.);
- «Основы подвальной обработки и ухода за вином». — «Виноградарство и виноделие». 1906, № 8, 10, 11 (рос.);
- «Начальные основы виноделия». — Москва, 1926 (рос.);
- «Крупный успех советского виноделия — новый путь получения вина типа херес». — «Виноделие и виноградарство СССР», 1939, № 6 (рос.).